# Леоново (Ленинградская область)
Леоново — деревня в Коськовском сельском поселении Тихвинского района Ленинградской области.

## История
Деревня Леонова упоминается на карте Новгородского наместничества 1792 года А. М. Вильбрехта.
Деревня Леонова обозначена на «Специальной карте западной части России» Ф. Ф. Шуберта 1844 года.

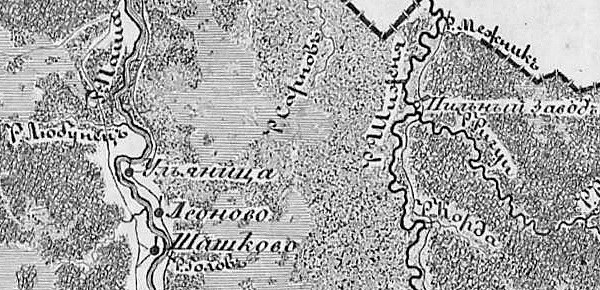
Деревня Леоново на семитопографической карте Новгородской губернии 1847 года

ЛЕОНОВО — деревня Суксинского общества, прихода Шиженского погоста. Река Паша. 

Крестьянских дворов — 9. Строений — 22, в том числе жилых — 17. 

Число жителей по семейным спискам 1879 г.: 18 м. п., 19 ж. п.; по приходским сведениям 1879 г.: 18 м. п., 21 ж. п.

В конце XIX — начале XX века деревня административно относилась к Саньковской волости 1-го земского участка 2-го стана Тихвинского уезда Новгородской губернии.

ЛЕОНОВО — деревня Суксинского общества, дворов — 9, жилых домов — 9, число жителей: 28 м. п., 36 ж. п.
 
Занятия жителей — земледелие, лесные промыслы. Река Паша. Часовня. (1910 год)

Согласно карте Ленинградской области Северо-западного аэрогеодезического треста ГГУ издания 1932 года деревня насчитывала 9 крестьянских дворов.
По данным 1933 года деревня Леоново входила в состав Пашского сельсовета.
По данным 1966 и 1973 годов деревня Леоново также входила в состав Пашского сельсовета.
По данным 1990 года деревня Леоново входила в состав Шиженского сельсовета.
В 1997 году в деревне Леоново Шиженской волости проживали 2 человека, в 2002 году — также 2 человека (все русские).
В 2007 году в деревне Леоново Коськовского СП проживали 7 человек, в 2010 году постоянного населения не было.

## География
Деревня расположена в северо-западной части района на автодороге  Коськово — Ульянино.
Расстояние до административного центра поселения — 9 км.
Расстояние до ближайшей железнодорожной станции Тихвин — 62 км.
Деревня находится на правом берегу реки Паша.

## Демография
| 2007 | 2010 | 2017 |
| ---- | ---- | ---- |
| 7    | ↘0   | ↗1   |

### Национальный состав
Согласно данным Всероссийской переписи населения 2021 года в деревне проживал 1 человек, русский.